# Битка за Мејрам
Битка за Мејрам (енгл. Battle for Meiram) оружани је сукоб војске Јужног Судана и Судана током међусобног рата 2012. године. Трајао је од 17. до 18. априла и окончан је без победника.